# Economische ongelijkheid

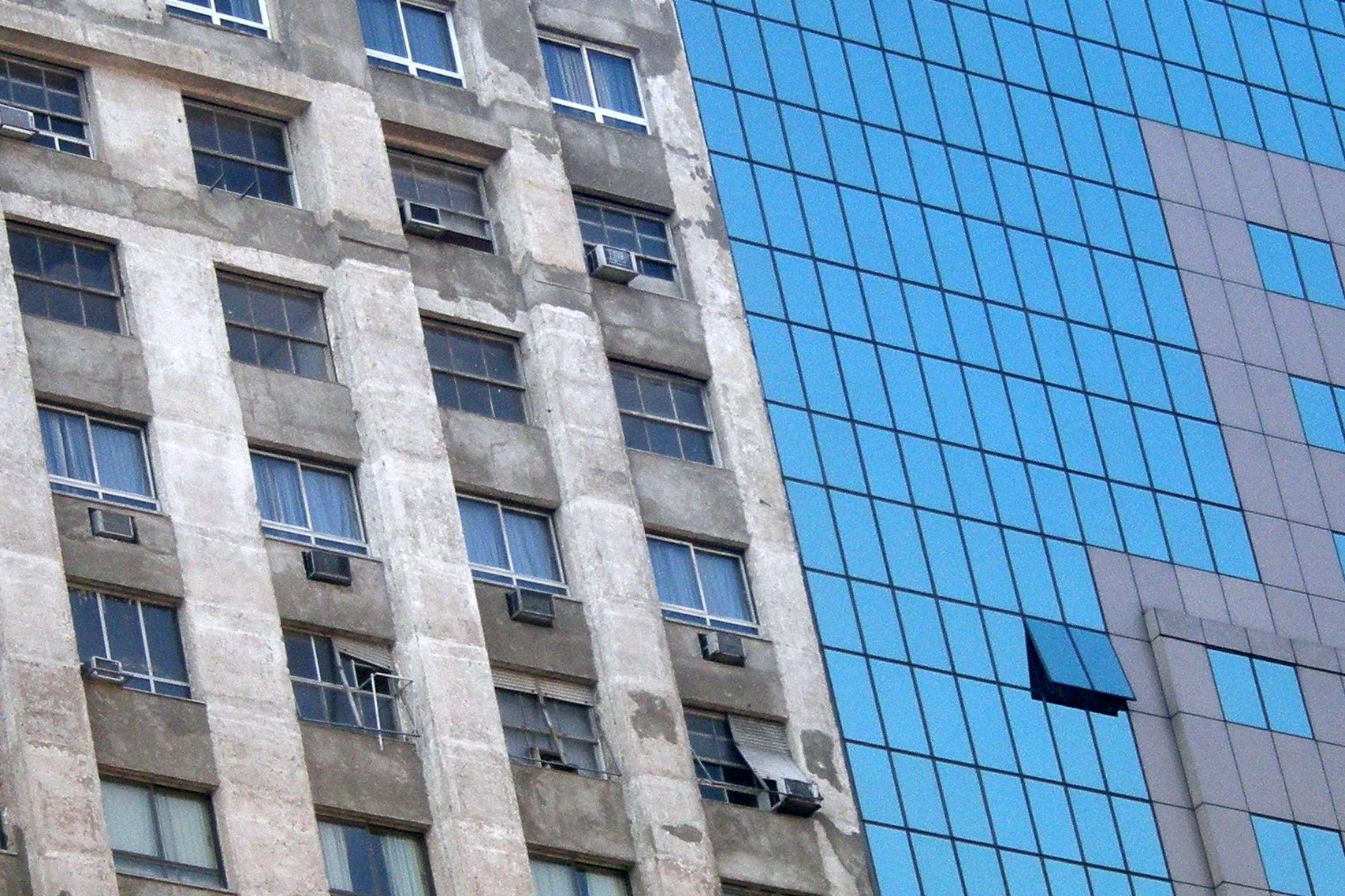
Gebouwen in Rio de Janeiro, die economische ongelijkheid illustreren

Economische ongelijkheid is het verschil in individueel inkomen - de hoeveelheid verkregen arbeidsloon, en in individuele rijkdom - de hoeveelheid particulier vermogen, tussen leden van verschillende maatschappelijke groepen. Behalve binnen een maatschappij, treedt economische ongelijkheid ook op tussen verschillende landen.
Methoden om economische ongelijkheid te meten, richten zich op economische factoren als rijkdom, inkomen en consumptie. Een veelgebruikte indicator voor economische ongelijkheid binnen een bevolking, is de Gini-coëfficiënt.

## Ongelijkheid in de wereld
Een rapport van Oxfam uit 2017 concludeerde dat de top-acht miljardairs evenveel rijkdom hebben als de onderste helft van de wereldbevolking. Verder stelt het rapport dat bedrijven de lonen laaghouden, omdat ze gericht zijn op het behalen van hogere rendementen, om deze vervolgens uit te keren aan hun  eigenaren en ceo's. In 2018 berichtte het Oxfam-rapport dat de wereldwijde welvaartskloof in 2017 bleef groeien, waarbij 82% van de gegenereerde wereldwijde rijkdom naar de rijkste 1% ging.

### Europa
Volgens onderzoek uit 2019 is in de meeste Europese landen de ongelijkheid toegenomen, zowel aan de bovenkant als aan de onderkant van de verdeling, vooral tussen 1980 en 2000. De Europese top 1% groeide meer dan twee keer sneller dan de onderste 50%, en nam 17% van de regionale inkomensgroei voor zijn rekening. De relatieve armoede in Europa kende ups en downs en steeg van 20% in 1980 tot 22% in 2017. De ongelijkheid blijft echter lager en is veel minder toegenomen in Europa dan in de VS, ondanks de aanhoudende sterke inkomensverschillen tussen Europese landen en de zwakkere progressiviteit van de inkomensherverdeling in heel Europa.

#### België
Uit meerdere studies bleek dat België het goed deed op het vlak van ongelijkheid. Recent onderzoek van onder meer Goossens en Decoster nuanceert dit echter in belangrijke mate. 

## Oorzaken en onderzoek

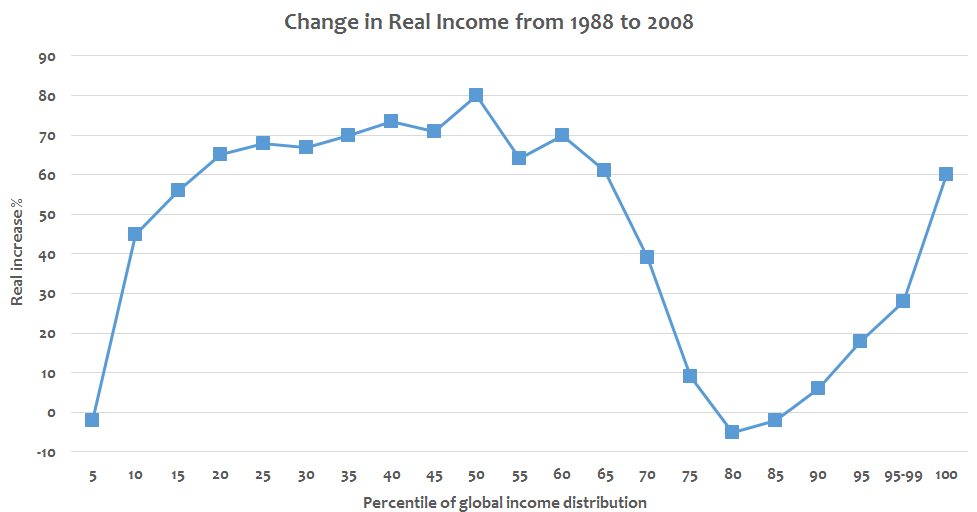
Wijziging van het reële inkomen tussen 1988 en 2008 bij verschillende inkomenspercentielen van de wereldwijde inkomensverdeling.

Een studie uit 2011 getiteld "Divided We Stand: Why Inequality Keeps Rising" van de Organisatie voor Economische Samenwerking en Ontwikkeling (OESO) vond volgende oorzaken voor de  toenemende economische ongelijkheid binnen de OESO-landen:
- Veranderingen in de structuur van huishoudens kunnen een belangrijke rol spelen. Eenkoppige huishoudens in OESO-landen zijn gestegen van gemiddeld 15% eind jaren tachtig tot 20% halverwege de jaren 2000, wat resulteerde in een grotere ongelijkheid.
- Er is het fenomeen van mensen trouwen met mensen met een vergelijkbare achtergrond, bijvoorbeeld artsen die met artsen trouwen in plaats van verpleegkundigen. De OESO ontdekte dat 40% van de paren waar beide partners werken tot hetzelfde of aangrenzende inkomensdecielen behoorden, vergeleken met 33% zo'n 20 jaar eerder.
- In de onderste percentielen is het aantal gewerkte uren afgenomen.
- De belangrijkste reden voor het vergroten van ongelijkheid lijkt het verschil te zijn tussen de vraag naar en het aanbod van vaardigheden.

Terwijl globalisering de wereldwijde ongelijkheid (tussen landen) heeft verminderd, heeft het de ongelijkheid binnen landen vergroot.
Volgens Joseph Stiglitz is een verklaring voor de groeiende ongelijkheid, het gebruik van politieke macht die voortvloeit uit rijkdom om het overheidsbeleid te beïnvloeden in het voordeel van deze rijken (bijvoorbeeld via lobbyen). Dit proces, bij economen bekend als rent-seeking, zorgt ervoor dat inkomsten niet voortkomen uit het creëren van rijkdom, maar uit het "grijpen van een groter deel van de rijkdom die anders zonder hun inspanningen zou zijn geproduceerd".
Ook Oxfam publiceert regelmatig een overzichtsrapport, in de aanloop naar het World Economic Forum. Het rapport van 2022 concludeert dat na twee jaar coronapandemie het vermogen van de tien rijkste mannen ter wereld is verdubbeld, terwijl 160 miljoen mensen extra in armoede zijn terechtgekomen. Begin 2023 berekende Oxfam in het rapport Survival of the Richest dat de rijkste 1 procent bijna twee derde vergaarde van alle nieuwe rijkdom ter waarde van 42 biljoen dollar die sinds 2020 is gecreëerd, ongeveer twee keer zoveel geld als de onderste 99 procent van de wereldbevolking. In België heeft de rijkste 1% bijna een kwart van alle rijkdom in bezit, meer dan de onderste 70% van de bevolking samen.
De World Inequality Database is een van de meest uitgebreide publieke databases over de dynamiek van ongelijkheid in de wereld. Het onderzoek wordt geleid door een team met onder meer de Franse econoom Thomas Piketty, en gesteund door de Paris School of Economics.
Ook Credit Suisse, nu UBS, publiceert een vergelijkend rapport, met als 14e editie Global Wealth Report 2023.

### Distributieve nationale rekeningen
De benadering “distributieve nationale rekeningen” (Engels Distributional National Accounts, DINA) combineert gestandaardiseerde macro-economische inkomensaggregaten (zoals het bbp, of het netto nationaal inkomen) met indicatoren van de verdeling van dat inkomen op het niveau van gezinnen of individuen.

## Verzachtende factoren
Landen met een naar links neigende wetgevende macht hebben over het algemeen minder ongelijkheid. Veel factoren kunnen (de groei aan) economische ongelijkheid beperken. Typische overheidsinitiatieven om economische ongelijkheid te verminderen zijn onder meer:
- Openbaar onderwijs: verhoging van het aanbod van geschoolde arbeidskrachten en vermindering van inkomensongelijkheid als gevolg van opleidingsverschillen.[18]
- Progressieve belastingheffing: de rijken worden verhoudingsgewijs zwaarder belast dan de armen, waardoor de inkomensongelijkheid in de samenleving wordt verminderd.[19]
- Vermogensbelasting
- Grondwaardebelasting
- Erfbelasting

Onderzoek toont aan dat sinds 1300 de Zwarte Dood en de twee wereldoorlogen de enige periodes waren met een aanzienlijke daling van de rijkdomongelijkheid in Europa. Historicus Walter Scheidel stelt dat sinds het stenen tijdperk alleen extreem geweld, catastrofes en onrust in de vorm van totale oorlog, communistische revoluties, de pest en de ineenstorting van de staat de ongelijkheid aanzienlijk/fundamenteel hebben verminderd.

## Gevolgen
Er is veel onderzoek gedaan naar de effecten van economische ongelijkheid op verschillende aspecten in de maatschappij:
- Gezondheid: Britse onderzoekers Richard G. Wilkinson en Kate Pickett hebben hogere percentages van gezondheidsproblemen en sociale problemen (obesitas, psychische aandoeningen, moorden, tienergeboorten, opsluiting, kinderconflict, drugsgebruik) gevonden in landen en regio's met een grotere ongelijkheid.
- Sociale goederen: Britse onderzoekers Richard G. Wilkinson en Kate Pickett vonden lagere percentages sociale goederen (levensverwachting, onderwijsprestaties, vertrouwen onder vreemden, de status van vrouwen, sociale mobiliteit, zelfs het aantal uitgegeven patenten) in landen en regio's met een grotere ongelijkheid.[23][24]
- Sociale cohesie: onderzoek heeft een omgekeerd verband aangetoond tussen inkomensongelijkheid en sociale cohesie. In meer gelijke samenlevingen hebben mensen meer vertrouwen in elkaar en er is meer sociaal kapitaal aanwezig (meer wederzijdse sympathie en sociale verbondenheid tussen groepen die een sociale eenheid vormen).
- Misdaad: in meer gelijkwaardige samenlevingen is het aantal moorden consistent lager. Uit een onderzoek uit 2016 blijkt dat interregionale ongelijkheid het terrorisme verhoogt.[25]
- Welzijn: studies hebben bewijs gevonden dat in samenlevingen waar de ongelijkheid lager is, welzijn en geluk op populatie-niveau groter is.[26]
- Economische groei: uit een meta-analyse van 2016 bleek dat "het effect van ongelijkheid op groei negatief en meer uitgesproken is in minder ontwikkelde landen dan in rijke landen". De studie wees ook uit dat rijkdomongelijkheid meer schadelijk is voor economische groei dan inkomensongelijkheid.[27]
- Burgerparticipatie: hogere inkomensongelijkheid leidde tot minder van alle vormen van sociale, culturele en burgerparticipatie onder de minder welgestelden.[28]
- Politieke instabiliteit: uit onderzoek blijkt dat inkomensongelijkheid de politieke instabiliteit verhoogt: "meer ongelijke samenlevingen zijn politiek instabieler".[29]